# Frontera entre Sud-àfrica i Eswatini
La frontera entre Sud-àfrica i Eswatini és la línia fronterera de 430 kilòmetres que separa Eswatini de Sud-àfrica a l'Àfrica Meridional. Sud-àfrica envolta Swazilàndia al nord, oest, sud i sud-est, mentre que té frontera amb Moçambic al nord-est.

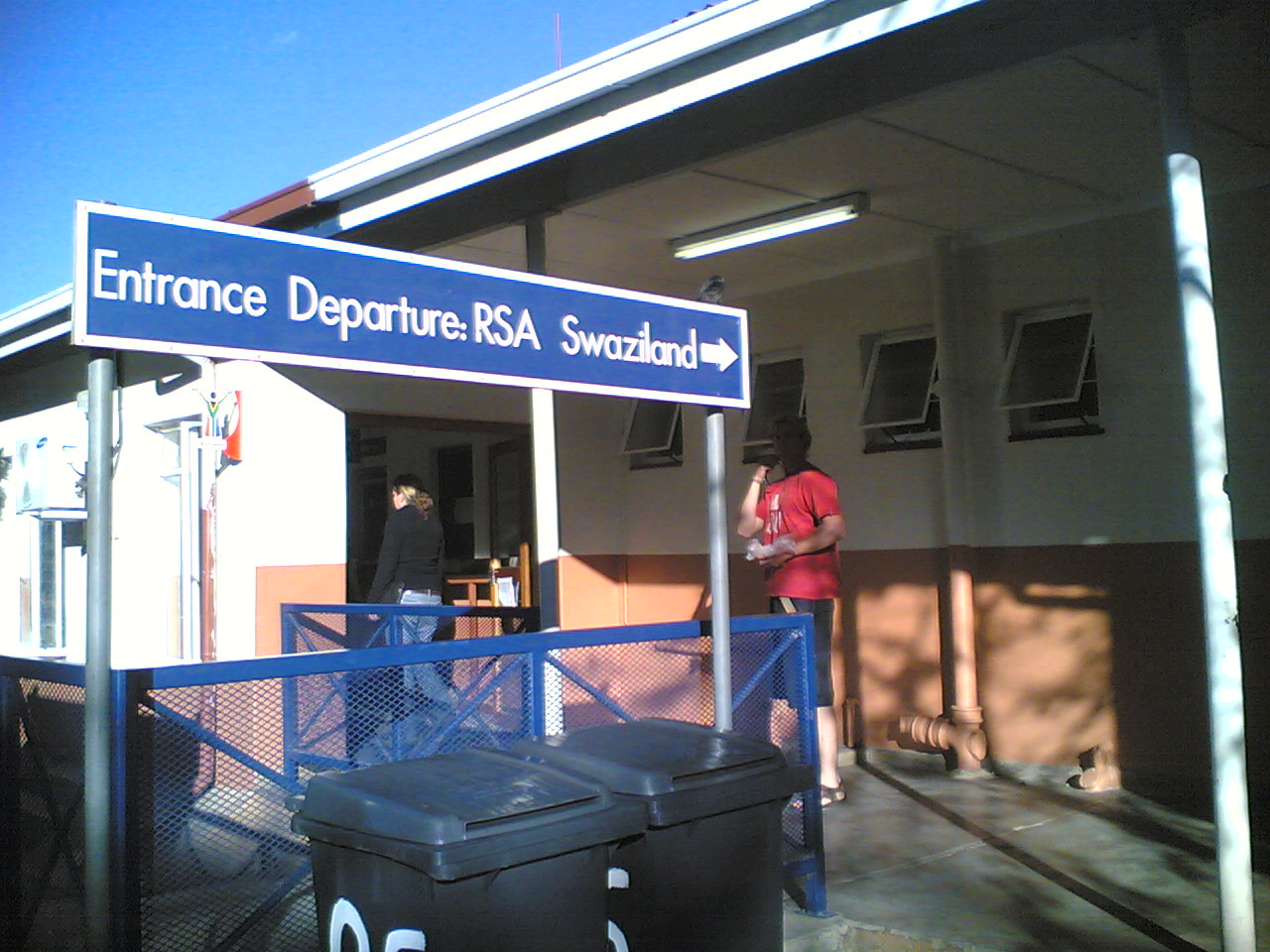
Pas fronterer

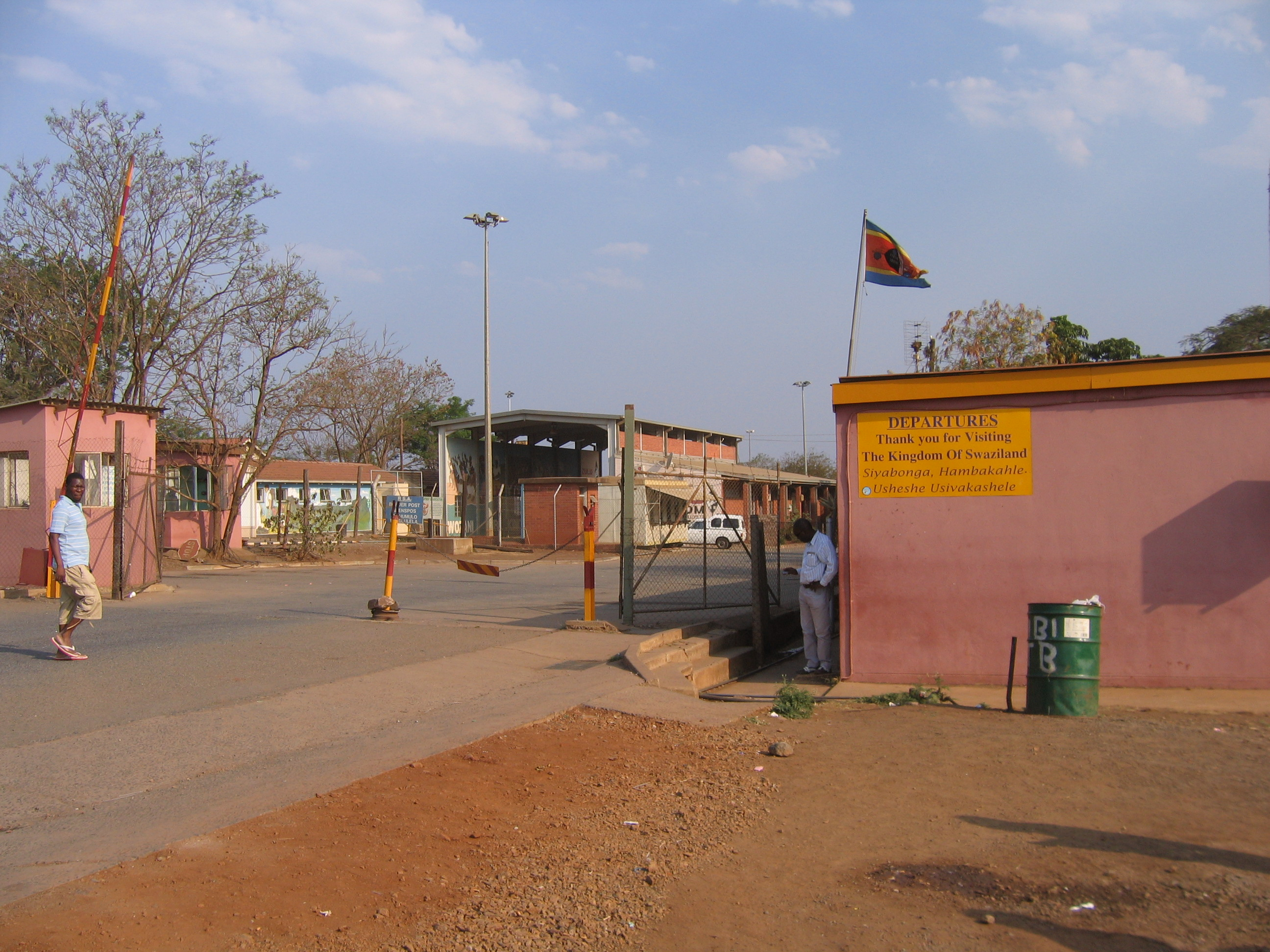
Frontera prop la Vila cultural Mantenga Swazi

## Passos frontereres
Els passos fronterers són llistats de nord a sud en la taula de sota.
| Sud-àfrica | Sud-àfrica  | Eswatini  | Eswatini    | Horaris     | Coordenades                                        | Notes                                               |
| Carretera  | Punt de pas | Carretera | Punt de pas | Horaris     | Coordenades                                        | Notes                                               |
| ---------- | ----------- | --------- | ----------- | ----------- | -------------------------------------------------- | --------------------------------------------------- |
| R571       | Mananga     | MR5       | Mananga     | 07:00–18:00 | 25° 55′ 59″ S, 31° 45′ 41″ E / 25.9331°S,31.7613°E | El ferrocarril Durban–Komatipoort també hi creua    |
| R570       | Jeppes Reef | MR1       | Matsamo     | 07:00–20:00 | 25° 45′ 03″ S, 31° 28′ 03″ E / 25.7507°S,31.4676°E |                                                     |
| R40        | Josefsdal   | MR20      | Bulembu     | 08:00–16:00 | 25° 56′ 41″ S, 31° 07′ 17″ E / 25.9446°S,31.1215°E |                                                     |
| N17        | Oshoek      | MR3       | Ngwenya     | 07:00–22:00 | 26° 12′ 45″ S, 30° 59′ 21″ E / 26.2125°S,30.9892°E |                                                     |
|            | Waverley    |           | Lundzi      | 08:00–16:00 | 26° 19′ 39″ S, 30° 53′ 19″ E / 26.3275°S,30.8885°E |                                                     |
| R65        | Nerston     | MR19      | Sandlane    | 08:00–18:00 | 26° 34′ 11″ S, 30° 47′ 30″ E / 26.5697°S,30.7918°E |                                                     |
|            | Emahlathini | MR4       | Sicunusa    | 08:00–18:00 | 26° 51′ 38″ S, 30° 54′ 30″ E / 26.8605°S,30.9084°E |                                                     |
|            | Bothashoop  |           | Gege        | 08:00–16:00 | 26° 58′ 25″ S, 30° 58′ 06″ E / 26.9737°S,30.9684°E |                                                     |
| R543       | Mahamba     | MR9       | Mahamba     | 07:00–22:00 | 27° 06′ 20″ S, 31° 04′ 09″ E / 27.1055°S,31.0691°E |                                                     |
|            | Onverwacht  | MR21      | Salitje     | 08:00–18:00 | 27° 18′ 58″ S, 31° 38′ 38″ E / 27.3162°S,31.6438°E |                                                     |
|            | Golela      | MR8       | Lavumisa    | 07:00–22:00 | 27° 19′ 02″ S, 31° 53′ 18″ E / 27.3172°S,31.8884°E | El ferrocarril Durban–Komatipoort també el travessa |